# 海滨柳穿鱼
海滨柳穿鱼（学名：Linaria japonica）为玄参科柳穿鱼属下的一个种。

## 扩展阅读
- 維基物種上的相關：海滨柳穿鱼